# Musée Giacometti
Le « musée-école » Giacometti est un projet de musée porté par la Fondation Alberto et Annette Giacometti consacré à l'artiste suisse Alberto Giacometti.
Annoncée en 2022, son ouverture, prévue initialement pour 2026, est finalement repoussée en 2028. L'institution devrait s'implanter dans le bâtiment anciennement occupé par Air France, au niveau de l'esplanade des Invalides, dans le 7e arrondissement de Paris, sur la rive gauche de la Seine.

## Genèse du projet
En juillet 2022, la compagnie aérienne Air France libère l’ancien aérogare de la gare des Invalides. La mairie de Paris, propriétaire des lieux, envisage la création d'un musée consacré à l'artisanat d'art et l'inscrit dans le cadre du programme « Réinventer Paris », un concours international d'architecture. Le bâtiment figure parmi les sites sélectionnés par la mairie de Paris pour la deuxième phase de cet appel à projets.
La rénovation de ce bâtiment historique, créé à l’occasion de l’Exposition universelle de 1900, est confiée à l'architecte Dominique Perrault.
Le projet architectural, baptisé « Aérog'Art », vise à créer un musée dédié aux œuvres d'Alberto Giacometti ainsi qu'une école de création offrant une approche de l’art fondée sur l’esprit d’atelier et la créativité, dépassant les frontières entre beaux-arts et arts appliqués, pratique professionnelle et pratique amateur. Ce musée, géré par la Fondation Giacometti, devrait comprendre un espace pour le parcours permanent présentant une sélection d’œuvres de l'artiste (sculptures, peintures, dessins et objets d’art), mais également une galerie permettant d'accueillir des expositions temporaires pluridisciplinaires.